# 斯坦盖拉
斯坦盖拉（義大利語：Stanghella），是意大利威尼托大区帕多瓦省的一个市镇。总面积19.69平方公里，人口4445人，人口密度225.7人/平方公里（2009年）。国家统计（ISTAT）代码为028088。